# Siedem żyć (telenowela)
Siedem żyć (oryg. Sete Vidas) – brazylijska telenowela emitowana w 2015 roku przez Rede Globo.

## Obsada
- Isabelle Drummond
- Domingos Montagner
- Jayme Matarazzo
- Letícia Colin
- Michel Noher
- Débora Bloch
- Ângelo Antônio
- Maria Eduarda de Carvalho

## Wersja polska
Emisja 9 sierpnia 2018 o godz. 15.40 w iTVN.

## Nagrody i nominacje
| Rok  | Nagroda                   | Kategoria                           | Osoba              | Wynik     | Przypis     |
| ---- | ------------------------- | ----------------------------------- | ------------------ | --------- | ----------- |
| 2015 | Prêmio Extra de Televisão | Najlepsza telenowela                | Lícia Manzo        | Nominacja | [ 4 ]       |
| 2015 | Prêmio Extra de Televisão | Najlepsza aktorka drugoplanowa      | Regina Duarte      | Nominacja | [ 4 ]       |
| 2015 | Prêmio Extra de Televisão | Najlepsze męskie objawienie         | Ghilherme Lobo     | Nominacja | [ 4 ]       |
| 2015 | Prêmio Extra de Televisão | Najlepszy aktor / aktorka dziecięca | Gabriel Palhares   | Nominacja | [ 4 ]       |
| 2015 | Troféu APCA               | Najlepsza telenowela                | Lícia Manzo        | Nominacja | [ 5 ] [ 6 ] |
| 2015 | Troféu APCA               | Najlepszy aktor                     | Domingos Montagner | Nominacja | [ 6 ]       |
| 2015 | Troféu APCA               | Najlepszy reżyser                   | Jayme Monjardim    | Nominacja | [ 6 ]       |
| 2015 | Prêmio Quem de Televisão  | Najlepszy aktor                     | Domingos Montagner | Nominacja | [ 7 ] [ 8 ] |
| 2015 | Prêmio Quem de Televisão  | Najlepsza aktorka                   | Debora Bloch       | Nominacja | [ 7 ] [ 8 ] |
| 2015 | Prêmio Quem de Televisão  | Objawienie                          | Ghilherme Lobo     | Nominacja | [ 7 ] [ 8 ] |
| 2015 | Prêmio Quem de Televisão  | Najlepszy aktor                     | Lícia Manzo        | Nominacja | [ 7 ] [ 8 ] |